# Meister des Grönauer Altars
Meister des Grönauer Altars ist der Notname für einen unbekannten Bildschnitzer, der um 1410 bis 1430 im niederdeutschen Sprach- und Kulturraum tätig war.

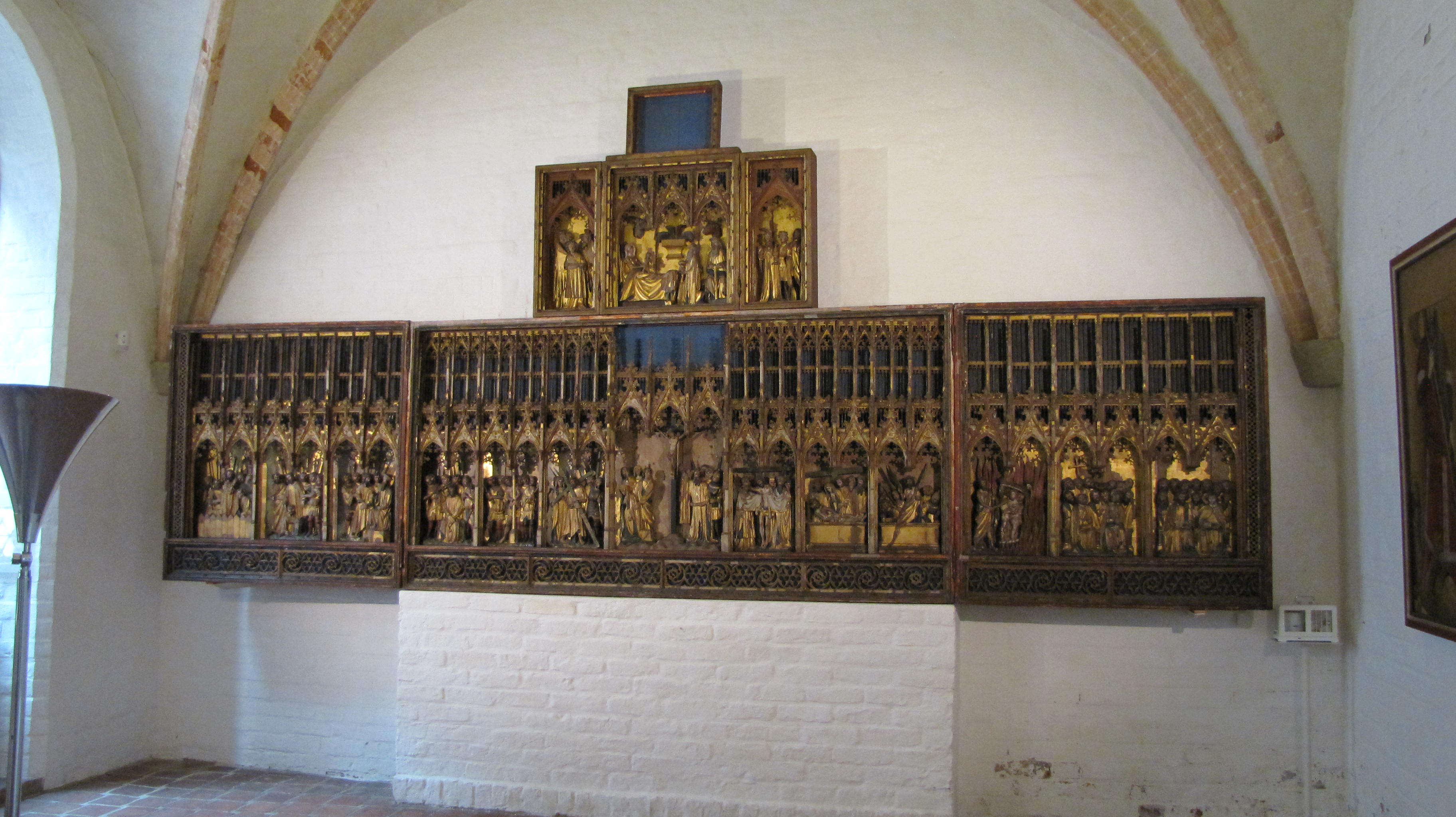
Grönauer Altar

Der Meister des Grönauer Altars erhielt seinen Notnamen nach dem ehemaligen gotischen Hochaltar der Lübecker Aegidienkirche. Dieser Flügelaltar wurde 1702 im Zuge der Barockisierung des Innenraums der Kirche abgebaut und wenige Jahre später der Kapelle des Siechenhauses in Klein Grönau übergeben, von wo aus er 1913 von den Vorstehern der dortigen Stiftung dem Lübecker St.-Annen-Museums überwiesen wurde. Er war für die kleine Kapelle in Grönau schlicht zu groß. So beschränkte man sich auf die etwas später um 1450 von anderer Hand gefertigte Predella, die in der Kapelle verblieb. In der Sammlung dieses Museums ist der Altar eines der herausragenden frühen Stücke mittelalterlicher Retabelkunst. Die Kunstgeschichte hat im Laufe des 20. Jahrhunderts versucht, Kunstgegenstände wie den Grönauer Altar einzuordnen und so etwas über deren Entstehung herauszufinden.
Der Grönauer Altars ist einer von nur zwei gotischen Schnitzaltären aus Lübecker Kirchen, die sich über die Zeit erhalten haben. Darüber hinaus der einzige, der sich noch oder wieder in Lübeck befindet. Der andere Altar war der frühere Hochaltar der Jakobikirche des Meisters des Jakobialtars. Er war nach einem Kirchenbrand als Ersatz in die Marienkirche nach Neustadt-Glewe in Mecklenburg gelangt und befindet sich heute im Staatlichen Museum in Schwerin. Die anderen in Lübeck erhaltenen gotischen Altäre sind Nebenaltäre von Bruderschaften oder Stiftungen von Kaufleuten für ihre Grabkapellen in den Kirchen.
In der ersten kunsthistorischen Einordnung vermutete Karl Schaefer, der Direktor des St.-Annen-Museums, bei der Übernahme 1913 einen aus Niedersachsen eingewanderten Künstler und datierte auf das Jahr 1400. In den Altären der Klöster Cismar und Doberan sah er Vorläufer, fand aber keine weiteren Stücke, die man dem Künstler hätte zuordnen können. Der Kunsthistoriker Walter Paatz korrigierte die Datierung 1936 auf das Jahr 1410.
Die Analyse der Fertigungsmethode zeigt auch bei dem Grönauer Altar einen gewissen Stand der Mechanisierung in der Anfertigung, ein zu vermutendes Baukastenprinzip, das nach heutigem Kenntnisstand auf eine Anfertigung nicht in Lübeck oder Norddeutschland, sondern in Flandern schließen lässt. Hierhin hatten die Lübecker Kaufleute zur Zeit der Hanse mit dem Hansekontor in Brügge beste Beziehungen und der flandrische Messeplatz in Brügge war im Mittelalter für Norddeutschland und den Ostseeraum kulturell Trend setzend.
Heute datiert Uwe Albrecht den Altar auf die Zeit zwischen 1420 und 1430. Er vermutet die Werkstatt des unbekannten Meisters in Brügge. Als Vergleichsstücke möglicherweise aus der gleichen Werkstatt benennt er die Altäre aus der Dorfkirche von Neetze bei Lüneburg und die Kapelle St. Antao da Faniqueira in Portugal. Auch das Retabel aus Bokel, heute Landesgalerie in Hannover, wird in diesem Zusammenhang mit angeführt.
Der drei Meter breite (aufgeklappt sechs Meter breite) Altar in Lübeck zeigt das Erlöserwerk Christi. Er wurde in Lübeck um weitere (bemalte) Außenflügel ergänzt, von denen einer erhalten ist und im St.-Annen-Museum neben dem Altar gezeigt wird.

## Belege
1. ↑  Meister des Grönauer Altars. In: Hans Vollmer (Hrsg.): Allgemeines Lexikon der Bildenden Künstler von der Antike bis zur Gegenwart. Begründet von Ulrich Thieme und Felix Becker. Band 37: Meister mit Notnamen und Monogrammisten. E. A. Seemann, Leipzig 1950, S. 127 (biblos.pk.edu.pl).

| Personendaten    | Personendaten               |
| ---------------- | --------------------------- |
| NAME             | Meister des Grönauer Altars |
| KURZBESCHREIBUNG | Bildschnitzer               |
| GEBURTSDATUM     | vor 1410                    |
| STERBEDATUM      | nach 1430                   |